# Wyłczi doł
Wyłczi doł (bułg. Вълчи дол) – miasto i gmina w północno-wschodniej Bułgarii w obwodzie warneńskim na południowym skraju Dobrudży.
Nazwa miasta bywa tłumaczona jako Wilczy jar, znajdując odzwierciedlenie w dawnej nazwie tureckiej Kurdere. W historiografii miejscowość ta znana jest pod nazwą Kurtepe w związku z przegraną przez Rosjan bitwą ich wojsk z Turkami, która miała tutaj miejsce jesienią 1828 w ramach wojny 1828-29 r.
Miejscowość obecnie liczy ponad 3 600 mieszkańców - prawa miejskie uzyskało w 1974.